# Angerfist
Angerfist, właściwie Danny Masseling (ur. 20 czerwca 1981 w Almere) – holenderski DJ tworzący głównie muzykę hardcore. Nazwa pochodzi z języka angielskiego od anger (gniew) i fist (pięść).
Wcześniej grupę tworzyło trzech członków, w tym m.in. Crypsis (Grzegorz Łużyński) oraz DJ kryjący się pod pseudonimem REC (danych osobowych nigdy nie ujawniono) obecnie Angerfist to solowy projekt.

## Dyskografia
| Rok  | Tytuł                                                              |
| ---- | ------------------------------------------------------------------ |
| 2002 | Menace II Society – Son Of A Bitch E.P.                            |
| 2002 | Angerfist – Criminally Insane E.P.                                 |
| 2002 | Kid Morbid – The X-Zone E.P.                                       |
| 2002 | Menace II Society – Fear Of Others E.P.                            |
| 2003 | Angerfist – Sons Of Satan E.P.                                     |
| 2003 | Angerfist – Breakin' Down Society E.P.                             |
| 2004 | Menace II Society vs. Kid Morbid – Definition Of The End E.P.      |
| 2004 | Angerfist – Raise Your Fist E.P.                                   |
| 2004 | Angerfist – Unreleased Tracks Volume 1                             |
| 2004 | Angerfist – Unreleased Tracks Volume 2                             |
| 2004 | Angerfist – Unreleased Tracks Volume 3                             |
| 2005 | Angerfist – Tracks Never Released                                  |
| 2006 | Angerfist – Towards Isolation E.P.                                 |
| 2006 | Angerfist – Pissin' Razorbladez 2/CD Album                         |
| 2006 | Angerfist – Broken Chain E.P.                                      |
| 2008 | Tomcat & Rudeboy Feat. Angerfist – Alles Kut Enter E.P.            |
| 2008 | Angerfist – Mutilate 2/CD Album                                    |
| 2008 | Angerfist – Mutilate E.P.                                          |
| 2008 | Angerfist – Radical (Official Dominator 2008 Anthem) (Web Release) |
| 2008 | Angerfist – In A Million Years E.P.                                |
| 2009 | Angerfist – No Fucking Soul E.P.                                   |
| 2009 | Angerfist – Remixes & Refixes (Web Release)                        |
| 2009 | Angerfist Feat. Crucifier – Tonight (Web Release)                  |
| 2009 | Angerfist – Bite Yo Style E.P.                                     |
| 2010 | Outblast & Angerfist – The Voice Of Mayhem E.P.                    |
| 2010 | Angerfist – And Jesus Wept                                         |
| 2011 | Angerfist – Retaliate (Album)                                      |
| 2014 | Angerfist – The Deadfaced Dimension (Album)                        |
| 2015 | Angerfist - Raise & Revolt (Album)                                 |
| 2017 | Angerfist - Creed Of Chaos (Album)                                 |